# Anticoagulante lúpico
El anticoagulante lúpico es una inmunoglobulina que se une a los fosfolípidos y proteínas asociadas a la membrana celular. El nombre puede llevar a confusión en cuanto a su naturaleza pro o anti coagulante. El anticoagulante lúpico es un agente protrombótico, debido a que la presencia de este anticuerpo produce la precipitación y formación de trombos en vivo, por ello las personas con estos anticuerpos pueden tener un riesgo anormalmente alto de coagulación sanguínea. Su nombre deriva de sus propiedades in vitro, debido a que en prueba de laboratorios produce un aumento en el tiempo de tromboplastina parcial. Se especula que la presencia de este anticuerpo interfiere con los fosfolípidos utilizados para inducir la coagulación in vitro. En vivo, interactúa con la membrana de las plaquetas provocando aumento en la adhesión y la agregación de estas, teniendo así sus características protrombóticas.
En la clínica, se genera un fenómeno producido por anticuerpos específicos para las fosfolipoproteínas o componentes lipídicos de los factores de la coagulación que se encuentra en pacientes con lupus eritematoso y síndrome antifosfolípidos primario. Consiste en un aumento del tiempo de tromboplastina parcial y se asocia con trombosis arterial y venosa, pérdida del feto y trombocitopenia.